# Leap of faith
「Leap of faith」（リープ・オブ・フェイス）は、日本の音楽ユニットであるfripSideの楽曲で、第2期19作目（通算20作目）のシングル。

## 概要
2年ぶりのシングルで、第2期fripSideのラストシングルである。
これまで通りミュージック・ビデオにはゲストが出演しており、第2期体制ラストということもあり、「only my railgun -version2020-」以来となるマギー一門が出演している。

## 収録曲
- 全作詞・作曲: 八木沼悟志

1. Leap of faith [5:45]
編曲：八木沼悟志・齋藤真也
  - テレビアニメ『失格紋の最強賢者』オープニングテーマ
  - シングル表題曲で編曲が八木沼単独ではない楽曲は初である。
2. passage [5:35]
編曲：八木沼悟志
3. Leap of faith＜instrumental＞
4. passage＜instrumental＞

### 初回限定盤Blu-ray
- Leap of faith MV
- Leap of faith MV Making
- SPOT
- TVアニメ「失格紋の最強賢者」ノンクレジットオープニング

## 参加メンバー

### CD
Additional Musician
- a2c：Guitar (全曲)[1]
- 室屋光一郎ストリングス： Strings (#1,3)